# Flatfronta grandis
Flatfronta grandis är en insektsart som beskrevs av Hajime Ishihara 1961. Flatfronta grandis ingår i släktet Flatfronta och familjen dvärgstritar. Inga underarter finns listade i Catalogue of Life.